# Marathon de Chicago 2015
Navigation
Édition 2014 Édition 2016
Le Marathon de Chicago de 2015 est la 38e édition du Marathon de Chicago, aux États-Unis, qui a lieu le dimanche 11 octobre 2015. C'est le cinquième des World Marathon Majors à avoir lieu en 2015.

## Résultats

### Hommes
| Rang | Athlète              | Nationalité | Temps           |
| ---- | -------------------- | ----------- | --------------- |
|      | Dickson Chumba       | Kenya       | 2 h 09 min 25 s |
|      | Sammy Kitwara        | Kenya       | 2 h 09 min 50 s |
|      | Sammy Ndungu         | Kenya       | 2 h 10 min 06 s |
| 4    | Girmay Birhanu Gebru | Éthiopie    | 2 h 10 min 07 s |
| 5    | Luke Puskedra        | États-Unis  | 2 h 10 min 24 s |
| 6    | Wesley Korir         | Kenya       | 2 h 10 min 39 s |
| 7    | Elkanah Kibet        | États-Unis  | 2 h 11 min 31 s |
| 8    | Lucas Rotich         | Kenya       | 2 h 13 min 39 s |
| 9    | Abera Kuma           | Éthiopie    | 2 h 13 min 44 s |
| 10   | Fernando Cabada      | États-Unis  | 2 h 15 min 36 s |

### Femmes
| Rang | Athlète                   | Nationalité | Temps           |
| ---- | ------------------------- | ----------- | --------------- |
|      | Florence Kiplagat         | Kenya       | 2 h 23 min 33 s |
|      | Yebrgual Melese           | Éthiopie    | 2 h 23 min 43 s |
|      | Berhane Dibaba            | Éthiopie    | 2 h 24 min 24 s |
| 4    | Kayoko Fukushi            | Japon       | 2 h 24 min 25 s |
| 5    | Mulu Seboka               | Éthiopie    | 2 h 24 min 40 s |
| 6    | Meskerem Assefa           | Éthiopie    | 2 h 25 min 11 s |
| 7    | Deena Kastor              | États-Unis  | 2 h 27 min 47 s |
| 8    | Diane Nukuri              | Burundi     | 2 h 29 min 13 s |
| 9    | Jessica Draskau-Petersson | Danemark    | 2 h 30 min 07 s |
| 10   | Sara Hall                 | États-Unis  | 2 h 31 min 14 s |

### Fauteuils roulants (hommes)
| Rang | Athlète       | Nationalité | Temps           |
| ---- | ------------- | ----------- | --------------- |
|      | Kurt Fearnley | Australie   | 1 h 30 min 46 s |
|      | Marcel Hug    | Suisse      | 1 h 30 min 48 s |
|      | Josh George   | États-Unis  | 1 h 30 min 48 s |

### Fauteuils roulants (femmes)
| Rang | Athlète           | Nationalité | Temps           |
| ---- | ----------------- | ----------- | --------------- |
|      | Tatyana McFadden  | États-Unis  | 1 h 41 min 10 s |
|      | Manuela Schar     | Suisse      | 1 h 41 min 56 s |
|      | Chelsea Mcclammer | États-Unis  | 1 h 50 min 02 s |